# إليك ديفيز (لاعب كريكت)
إليك ديفيز (14 أغسطس 1962 في باكستان - ) (بالإنجليزية: Alec Davies)‏ هو لاعب كريكت بريطاني. شارك في دورة ألعاب الكومنولث 1998.

## وصلات خارجية
- إليك ديفيز على موقع إي آس بي آن كريك إنفو (الإنجليزية)